# Nance O'Neil
Nance O'Neil, pseudonimo di Gertrude Lamson (Oakland, 8 ottobre 1874 – Englewood, 7 febbraio 1965), è stata un'attrice statunitense.

## Biografia

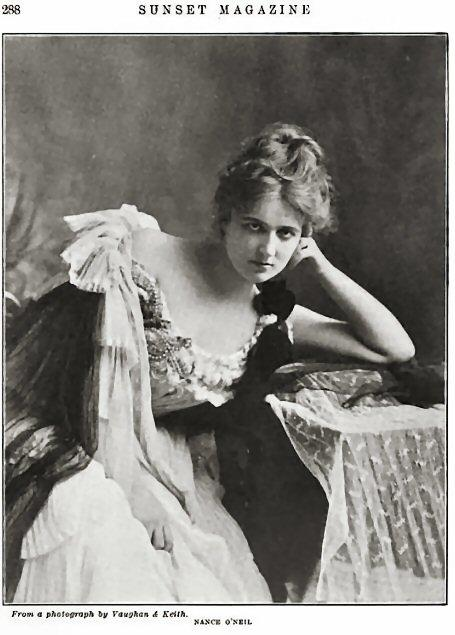
Nance O'Neil nel 1903

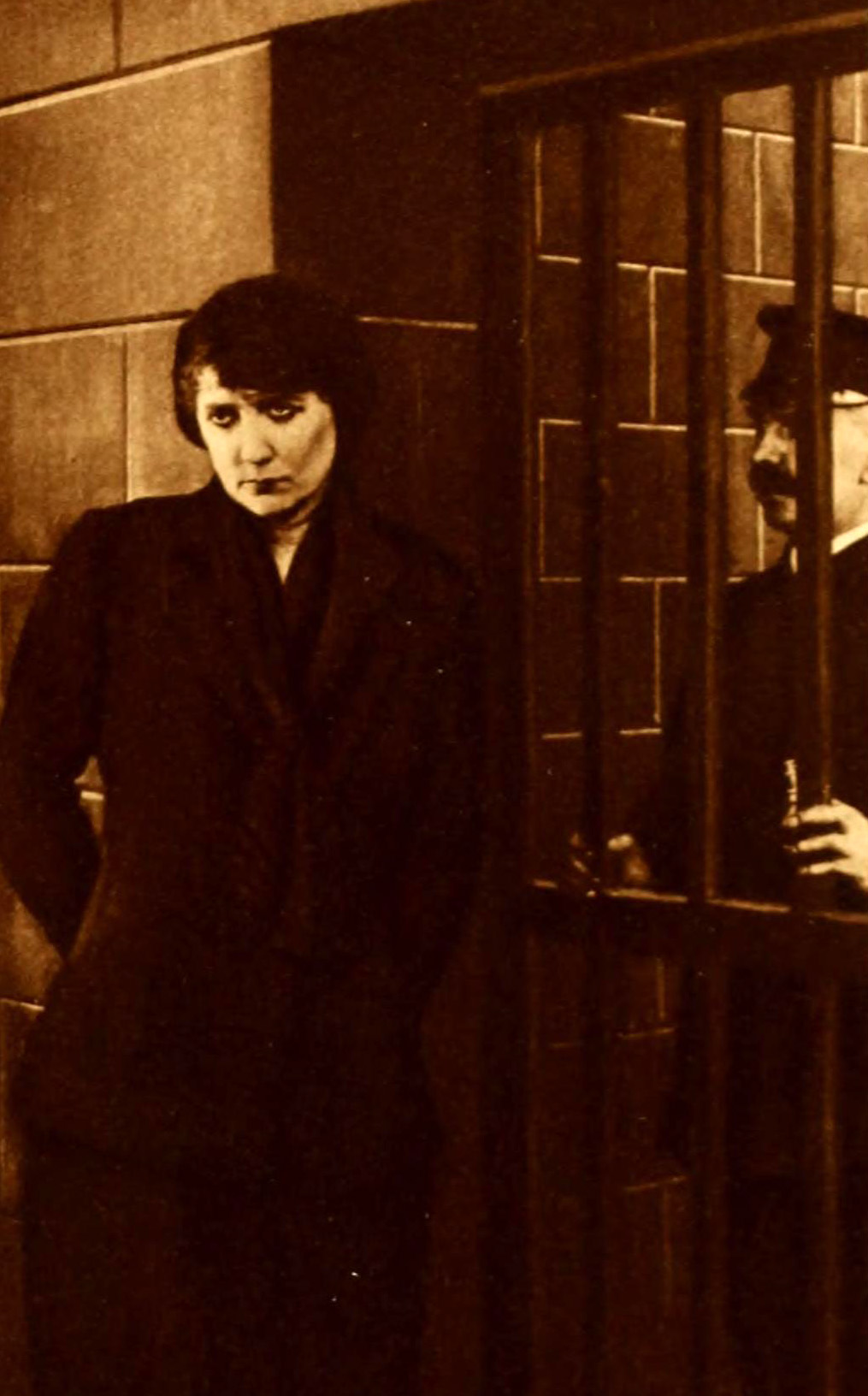
Nance O'Neil nel film The Toilers (1916)

Nance O'Neil nacque l'8 ottobre 1874 a Oakland con il nome di Gertrude Lamson.
Dotata di grande temperamento tragico, ottenne consensi e successi per decenni in un repertorio molto vasto, che spaziava da Dion Boucicault a Elizabeth Daly, da William Shakespeare a Henrik Ibsen, da Eugene O'Neill a Jacinto Benavente, da Victorien Sardou a Dario Niccodemi.
Nel 1904, i critici di Boston chiamavano O'Neil «la Sarah Bernhardt americana».
Nel 1935 riscosse uno dei suoi più grandi successi in Nozze di sangue (Bitter Oleander nella versione americana), di Federico García Lorca.
Iniziò la sua carriera cinematografica con William Fox nel 1915, proseguendola con numerose interpretazioni, prima come protagonista, dal 1915 al 1919, poi come caratterista. Nella sua carriera cinematografica complessivamente recitò in trentaquattro film.
Come attrice cinematografica, si distinse, tra gli altri, per Kreutzer Sonata (1915), Hedda Gabler (1917) e A Woman of Experience (1931).
Nance O'Neil si sposò con Alfred Hickman l'11 agosto 1916.
Nel 1904 strinse una profonda amicizia con Lizzie Borden, famosa perché accusata di aver ucciso a colpi d'ascia il padre e la matrigna, protagonista di un celebre processo conclusosi con una sentenza di assoluzione nonostante i gravi indizi di colpevolezza.
Il padre di Nance O'Neil, un zelante religioso, la denunciò pubblicamente in chiesa per aver intrapreso la carriera di attrice, e domandò alla congregazione di pregare per lei.
Nance O'Neil morì il 7 febbraio 1965 a Englewood, nel New Jersey.
Sua sorella, Lillian Lamson, fu la prima moglie dell'attore William Desmond.

## Filmografia
- Kreutzer Sonata, regia di Herbert Brenon (1915)
- Souls in Bondage, regia di Edgar Lewis (1916)
- The Fall of the Romanoffs, regia di Herbert Brenon (1917)
- Resurrezione (Resurrection), regia di Edwin Carewe (1927)
- Ladro d'amore (His Glorious Night), regia di Lionel Barrymore (1929)
- Femmine di lusso (Ladies of Leisure), regia di Frank Capra (1930)
- Amor gitano (The Rogue Song), regia di Lionel Barrymore (1930)
- Ragazze e giovanotti del 1890 (The Florodora Girl), regia di Harry Beaumont (1930)
- The Royal Bed, regia di Lowell Sherman (1931)
- I pionieri del West (Cimarron), regia di Wesley Ruggles (1931)
- Katusha (Resurrection), regia di Edwin Carewe (1931)
- La peccatrice (The Good Bad Girl), regia di Roy William Neill (1931)